# Airco DH.4
Airco DH.4 — британський двомісний біплан. «Я виконав дуже багато далеких польотів і жодного разу не був збитий» — так відгукувався про DH.4 лейтенант Ральф Сорлі.

## Перший політ
У серпні 1916 року, з аеродрому Хендон вперше піднявся в повітря бомбардувальник DH.4, льотчиком якого був сам Джеффрі де Хевіленд (в ті роки авіа конструктори самі випробовували свої машини).

## Боротьба з холодом
Льотчик і спостерігач натирали обличчя китовим жиром і надягали замшеві маски, щоб було не так холодно.

## Захист від ворожих літаків
Зазвичай на бойове завдання йшло близько 10 бомбардувальників, і вони ділилися на дві частини по п'ять літаків, кожна з яких шикувалася клином. Під час нападів винищувачів бомбардувальники зближувалися, а задній клин розташовувався вже вище і таким чином з будь-якого напрямку ворожі винищувачі потрапляли під обстріл кулемета.

## Використання
Після перших польотів DH.4 перебазувався в Головну льотну школу для проведення експлуатаційних випробувань.
Літак воював на всіх ділянках Першої світової війни, а після закінчення бойових дій в Європі частину літаків Англія продала в інші країни.
На початку 1920-х років DH.4 увійшли до складу ВПС Іспанії, Бельгії, Греції та Японії, Австралії, країн Латинської Америки, США, а також використовувався в цивільних авіакомпаніях.
Частину машин придбала бельгійська фірма SNETA для перевезення пасажирів і вантажів.
Бомбардувальник збиралися випускати і в Росії. Але через революцію і громадянську війну цього зроблено не було, хоча до кінця 1917-го року англійці передали частину креслень на московський завод «Дукс».

## Технічні характеристики

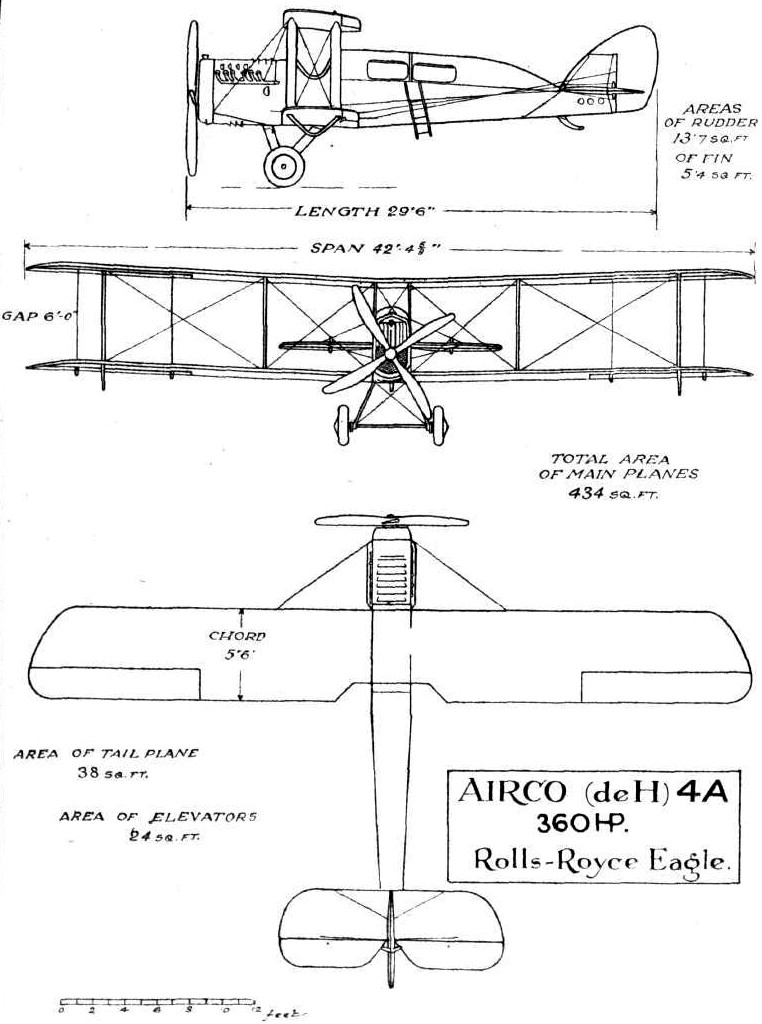
Airco DH.4A

- Розмах крила — 12.92 м
- Довжина — 9.35 м
- Висота — 3.35 м
- Площа крила — 40.32 м²
- Маса:
  - Порожнього літака — 1 083 кг
  - Нормальна злітна — 1575 кг
- Тип двигуна — 1 ПД Rolls-Royce Eagle VII (Liberty 12)
- Потужність, к. с. — 1 х 375 (395—421)
- Максимальна швидкість — 230 км / ч
- Крейсерська швидкість — 212 км / ч
- Тривалість польоту — 6 годин 45 хвилин
- Максимальна швидкопідйомність — 370 м / хв
- Практична стеля — 7163 м
- Екіпаж — 2 особи
- Озброєння:
  - Один передній 7,7-мм кулемет Vickers, один-два 7,7-мм кулемета Lewis в задній кабіні (варіант Сухопутних військ Великої Британії та авіації ВМС Великої Британії).
  - Один 7,62-мм передній і один 7,62-мм задній кулемети Marlin або озброєння аналогічне британським версіям (варіант американського виробництва).
- Бомбове навантаження — 209 кг.